# Calzada (Arzúa)
Calzada (en gallego y oficialmente, A Calzada) es una aldea española situada en la parroquia de Burres, del municipio de Arzúa, en la provincia de La Coruña, Galicia.
Tiene una población de 50 habitantes (INE 2021).

## Demografía
| Gráfica de evolución demográfica de Calzada entre 2000 y 2021 |
|                                                               |
| Datos según el nomenclátor publicado por el INE.              |